# 棕頸鴨
，又名吕宋鸭，是雁形目鸭科的一种鸟类。
其本地名稱為 papan。它是菲律賓的特有種。
它以蝦、魚、昆蟲和植物為食，並且經常出現在各類濕地中。

## 分類
菲律賓鴨是一種涉禽鴨，屬於鴨屬（Anas）。它沒有亞種，因此是單型的。 它屬於太平洋類群的 Anas，與夏威夷鴨、來珊鴨、太平洋黑鴨和已滅絕的加姆島野鴨同屬一個類群。
其學名來自拉丁文鴨 Anas,和菲律賓的呂宋島 Luzon。
在菲律賓，它被稱為 papan。

## 特征
棕颈鸭体重约832.04克，翼长约237毫米，嘴峰长约54.6毫米，喙宽度约20.1毫米，喙厚度约14.3毫米，跗蹠长约39.2毫米，尾长约84.2毫米。
菲律賓鴨是一種顯眼的大型鴨。它有一個黑色的頭冠、後頸和眼條，頭部和頸部為肉桂色。其身體的其餘部分為灰褐色，並有一個明亮的綠色翼鏡羽。腿部為灰褐色，嘴巴呈藍灰色。雌鴨比雄鴨稍小，但外觀相同。

## 分布與棲地
菲律賓鴨已知分佈於所有主要的菲律賓島嶼和8個小島，但自1980年代以來，大多數的目擊記錄來自於呂宋和棉蘭老島。 長距離的迷鳥曾在沖繩島和台灣被發現。
棕颈鸭在其分布区内为留鸟，其栖息在开放的湖泊、沼泽等湿地环境中，食性为杂食性，主要食物来源是水生植物。
在其分佈範圍內的各類濕地中均有發現，但其偏好的棲地是淺水的淡水沼澤地。

## 保護狀況
菲律賓鴨在IUCN紅色名錄中被評為易危物種，估計剩餘3,300 - 6,700隻成熟個體。自1970年代以來，由於狩獵和棲地喪失，其種群數量大幅下降。自1960年代以來，這種鴨每年有數千隻被獵殺，至1980年代末。
棲地喪失主要由於濕地排水、水產養殖、紅樹林破壞和魚塘的建立。
該物種出現在多個保護區，包括Manleluag溫泉保護區、伊格利特-巴科山自然公園、瑙漢湖國家公園、巴丹國家公園、北部山脈馬德雷自然公園、拉斯皮納斯–帕拉納克濕地公園和奧蘭戈群島，以及拉姆薩濕地（Ramsar wetland）。然而，如同大多數菲律賓的情況，對盜獵的執法很鬆散。

## 扩展阅读
- 維基物種上的相關：棕頸鴨